# 1554

## Събития
- 5 януари – Голям пожар избухва в град Айндховен, Нидерландия.
- 25 януари – Основана е йезуитска мисия, около която по-късно се образува град Сао Пауло.

## Родени
- Уолтър Роли, английски изследовател и писател
- 9 януари – Григорий XV, римски папа
- 3 юни – Пиетро де Медичи, италиански благородник
- 5 юли – Елизабет Австрийска, австрийска ерцхерцогиня и кралица на Франция
- 30 ноември – Филип Сидни, английски поет

## Починали
- 12 февруари – Джейн Грей, кралица на Англия